# Omega Szimfónia & Rapszódia
Az Omega Szimfónia & Rapszódia 2012-ben megjelent dupla stúdióalbum, az Omega dalainak szimfonikus hangszerelésű változatával.
Az első CD anyaga az Omega Szimfónia, amely végig instrumentális, elsődlegesen szimfonikus hangzással. A második CD anyaga az Omega Rapszódia, amelyben a rockzenekari és a szimfonikus hangzás kiegészítik egymást, és ének is hallható. Utóbbi nemzetközi változata, az angol és magyar éneket is tartalmazó Omega Rhapsody két évvel korábban jelent meg.
Mivel a stúdiófelvételeket bonyolult lett volna szimfonikus zenekarral megoldani, a szimfonikus hangzást rockhangszerek és szoftverek felhasználásával állították elő. A Szimfónia CD bónuszanyagában azonban hallható a mű élő nagyzenekari előadásban is.

## Dalok
Zeneszerző az Omega: Benkő László, Debreczeni Ferenc, Kóbor János, Mihály Tamás, Molnár György, Presser Gábor.

Szövegírók: Ambrózy István, Sülyi Péter, Sztevanovity Dusán, Trunkos András, Várszegi Gábor.

Rövid részletek hangzanak el Ludwig van Beethoven, Liszt Ferenc, Erkel Ferenc és Egressy Béni művéből.

Nagyzenekari hangszerelés: Gömöry Zsolt, Földi Albert

### Szimfónia
1. Szimfónia
2. Nyitány[1]
3. Nyári éjek asszonya
4. Kemény játék
5. Fekete pillangó
6. Nem tudom a neved
7. Start
8. Gammapolis
9. Égi vándor
10. Csukány[2]
11. bónusz: Szimfónia – koncertfelvétel[3]

### Rapszódia
1. Rapszódia
2. Nyitány[4]
3. Égi harangok
4. Arc
5. Babylon
6. Éjféli koncert
7. Meghívás
8. Minden könnycseppért kár
9. Levél poste restante
10. Napot hoztam, csillagot
11. Hallgatag szív
12. Égi jel
13. Kötéltánc
14. Hajnali óceán
15. Mozgó világ
16. Metamorfózis[5]
17. A kereszt-út vége
18. Finálé[6]

## Közreműködött
- Benkő László – billentyűs hangszerek (Szimfónia)
- Debreczeni Ferenc – dob, ütőhangszerek (Szimfónia, Rapszódia)
- Gömöry Zsolt – billentyűs hangszerek (Szimfónia, Rapszódia)
- Kóbor János – ének (Rapszódia)
- Küronya Miklós – basszusgitár (Rapszódia)
- Szekeres Tamás – gitár (Rapszódia)
- Bencsik Tamara, Tisza Bea – vokál (Rapszódia)
- Óbudai Danubia Zenekar – a Szimfónia koncertváltozatában

Stáb:
- hangfelvétel: Gömöry Zsolt, Kóbor János, Küronya Miklós
- technikai tanácsadó: John Gallen
- producer: Kóbor János, Trunkos András
- fotó: Szabó J. Judit, Cikkely Lajos
- grafikai munkák: Hérics Nándor, Kóbor János, Dragero

## Toplistás szereplése
Az album a Mahasz Top 40-es eladási listáján kilenc héten át szerepelt, legjobb helyezése 7. volt.

## Élő bemutatók
A Rapszódiát 2011-ben mutatták be élőben, a lemez anyagán kívül elhangzott az egyes blokkok között a Csillagok útján és a Gammapolis I. instrumentális változata, valamint ráadásként a Gyöngyhajú lány és a Petróleumlámpa. Omega Rhapsody-koncertek 2011-ben:
- 2011. május 20., Törökbálint, Munkácsy Mihály Művelődési Ház – nyilvános főpróba, bejátszott szimfonikus kísérettel
- 2011. május 27., Halle (Németország), a Rapszódia hivatalos bemutatója
- 2011. május 28., Loket (Csehország), bejátszott szimfonikus kísérettel

2012 tavaszán az 50 éves jubileumi turné során a koncertek első blokkja a Szimfónia volt, a középső blokk pedig a Rapszódia, egyórásra rövidítve, az albumtól eltérő dalsorrenddel. Kimaradt az Arc, a Meghívás, a Levél, az Égi jel, a Kötéltánc és a Hajnali óceán. A Minden könnycseppért kár (Break the Chain) angolul, a Hallgatag szív (Child in Your Arms) kétnyelvű változatban hangzott el. (A koncertek harmadik blokkja a Nosztalgia volt, amelyben csak az Omega öt tagja játszott, kivétel a ráadásban Gyöngyhajú lány szimfonikus kísérettel). A turné állomásai:
- 2012. március 9. – Eger, Kemény Ferenc Sportcsarnok
- 2012. március 16. – Zalaegerszeg, Városi Sportcsarnok
- 2012. március 17. – Tatabánya, Földi Imre Sportcsarnok
- 2012. március 30. – Békéscsaba, Városi Sportcsarnok
- 2012. március 31. – Nyíregyháza, Bujtosi Szabadidő Csarnok
- 2012. április 13. – Szolnok, Tiszaligeti Városi Sportcsarnok
- 2012. április 14. – Kaposvár, Városi Sportcsarnok
- 2012. április 20. – Szeged, Városi Sportcsarnok
- 2012. április 21. – Szombathely, Agora Sportház
- 2012. április 27. – Pécs, Lauber Dezső Sportcsarnok
- 2012. május 25. – Miskolc, Városi Szabadidőközpont, Generali Aréna

Tavasszal és nyáron újabb Rhapsody-bemutatókat tartottak Németországban, ezek elején már a Szimfónia is hallható volt. A ráadás a Gyöngyhajú lány és a Petróleumlámpa volt (Berlinben időkorlátok miatt csak előbbi). Lipcsében és Drezdában a Minden könnycseppért kár és részben a Hallgatag szív mellett a Levél (Tomorrow) is angolul hangzott el. Berlinben viszont a teljes koncert magyarul volt, a Rapszódiából az Égi jel kimaradt. Omega Rhapsody-koncertek 2012-ben Németországban:
- 2012. május 10., Lipcse (Németország)
- 2012. május 12., Drezda (Németország)
- 2012. augusztus 17., Berlin (Németország)

A 2012. október 6-án a Papp László Budapest Sportarénában tartott jubileumi nagykoncerten szintén elhangzott a Szimfónia és a Rapszódia nagy része, de az addigiaktól eltérő formában: nem egy blokkban, hanem két-három dalonként váltogatva, közte szimfonikus kíséret nélküli dalokkal is. A Rapszódia-blokkokban ezúttal részt vett az Omega teljes tagsága (két dal – Éjféli koncert, Napot hoztam, csillagot – kivételével, ahol Katy Zee vette át a basszusgitárt). Molnár György és Szekeres Tamás együttes jelenléte révén kétgitáros hangszereléssel hangzottak el a dalok. A tavaszi turnéhoz képest kimaradt a Szimfóniából a Finálé (Csukány), a Rapszódiából a Nyitány, az Égi harangok és a Minden könnycseppért kár, viszont bekerült Az arc, a Kötéltánc és a Hajnali óceán. Valamennyi dal magyarul hangzott el. A koncertműsort még két alkalommal adták elő: december 29-én Veszprémben (Veszprém Aréna) és december 30-án Debrecenben (Főnix Csarnok).
2012. december 1., Prága (Csehország) – a budapesti koncerthez hasonlóan 2-3 dalos blokkokban, felváltva játszották a Szimfónia és a Rapszódia dalait. Újra műsoron volt a Minden könnycseppért kár és a Levél – poste restante is, viszont az Arénához hasonlóan kimaradt a Szimfóniából a Csukány, a Rapszódiából a Nyitány – Égi harangok, Meghívás és az Égi jel. A ráadás a Léna, a Petróleumlámpa és a kétszer is eljátszott Gyöngyhajú lány volt.
2013. június 8., Chemnitz (Németország) – az eredetileg 2012 tavaszán Suhlba tervezett koncert pótlása, a prágaihoz hasonló műsorral.
2013. június 15-én Győrben az Omega ingyenes koncertet adott, amelyen az Aréna műsorának rövidített változata hangzott el, így szintén voltak részletek a Szimfóniából és a Rapszódiából is. Szekeres Tamás viszont ezúttal nem közreműködött, így Molnár György volt az egyedüli gitáros. Katy Zee egy dal erejéig vendégszerepelt.
2014. január 25., Rostock (Németország) – az eredeti tervek szerint a 2013-as chemnitzi koncert zárta volna a Rhapsody-turnét, de a nagy érdeklődésre való tekintettel még egy koncert erejéig visszatértek a produkcióval Németországba.
2014. május 18., Marosvásárhely (Románia) – az első Rapszódia-koncert határon túli magyar közönség előtt. Az Omega-ünnep hétvége keretében az előző napon a Vártemplomban tartottak Omega Oratórium-koncertet.
A 2014. június 16-án a Hősök terén tartott Szabadságkoncert rendezvény keretében mintegy egyórás koncertet adott az Omega, amelyen elhangzott a Rapszódiából a Babylon, Éjféli koncert, Napot hoztam, csillagot, Mozgó világ, Metamorfózis II. és A keresztút vége – Finálé, a Szimfóniából a Nyitány és a Fekete pillangó, az Omega Oratóriumból a Ne legyen; továbbá az Életfogytig rock and roll, amely első alkalommal kapott szimfonikus kíséretet, és ráadásképpen a Gyöngyhajú lány. Az Omega teljes tagsága lépett fel kiegészülve Szekeres Tamással és Gömöry Zsolttal, valamint a két dal erejéig csatlakozó Katy Zeevel. A szimfonikus zenekar mellett az Omega Oratóriumhoz hasonlóan ezúttal nagykórus is közreműködött. Ez volt Mihály Tamás utolsó koncertje az Omega tagjaként.
2014. augusztus 30., Kamenz (Németország)
2014. szeptember 6., Lublin (Lengyelország)
2014. november 6., Prága

2014. november 7., Zlín (Csehország)
2015. július 8., Karlovy Vary
A koncerteken közreműködtek:
- Kóbor János – ének (Rapszódia)
- Benkő László – billentyűs hangszerek (Szimfónia, Rapszódia; 2012–2014-es koncertek)
- Debreczeni Ferenc – dob, ütőhangszerek (Szimfónia, Rapszódia)
- Szekeres Tamás – gitár (Rapszódia, kivéve 2013-ban Győrt)
- Gömöry Zsolt – billentyűs hangszerek (Szimfónia, Rapszódia; 2012-ben az országos turné, továbbá Lipcse, Berlin, Aréna, Veszprém, Debrecen, 2014-es koncertek)
- Katy Zee (Szöllössy Kati) – basszusgitár (Rapszódia)
- Földi Albert – billentyűs hangszerek (Szimfónia, Rapszódia; 2011-es koncertek, 2012-ben Drezda és Prága, 2013-as koncertek)
- JC Connington – angol nyelvű ének (Rapszódia; 2012-ben az országos turné, továbbá Lipcse és Drezda)
- Mihály Tamás – basszusgitár (Rapszódia; 2012-ben az Aréna, Veszprém, Debrecen; 2013-ban Győr, 2014-ben a Szabadságkoncert)
- Molnár György – gitár (Rapszódia; 2012-ben az Aréna, Veszprém, Debrecen; 2013-ban Győr, 2014-ben a Szabadságkoncert)
- Óbudai Danubia Zenekar – szimfonikusok (2012–2014, magyarországi koncertek)
- Akademische Orchester der Martin Luther Universität Halle-Wittenberg – szimfonikusok (németországi, csehországi és lengyelországi koncertek; karmesterük, Matthias Erben vezényelt a Szabadságkoncerten is)
- Marosvásárhelyi Állami Filharmónia zenekara – szimfonikusok (Marosvásárhely)
- kiskőrösi evangélikus Gospel Sasok + mezőtúri református kórus (Szabadságkoncert)
- Békefi Viktória – vokál (Szabadságkoncert)
- Veres Mónika – vokál (Aréna,Pécs, Debrecen)

## Érdekesség
Az album első szériája hibás nyomtatással jelent meg: a Szimfónia és a Rapszódia hanganyagát tartalmazó CD-re megcserélve került fel a hozzájuk tartozó kép. A később nyomtatott példányokon már korrigálták ezt a hibát.